# Diritti economici, sociali e culturali
I diritti economici, sociali e culturali sono i diritti umani in campo sociale ed economico, quali il diritto all'istruzione, il diritto all'abitazione, il diritto a un tenore di vita adeguato, il diritto alla salute e il diritto alla scienza e alla cultura. I diritti economici, sociali e culturali sono riconosciuti e tutelati nell'ambito di atti giuridici internazionali e regionali per i diritti umani. Gli stati che aderiscono a tali strumenti hanno un obbligo giuridico da rispettare, tutelare e soddisfare i diritti economici, sociali e culturali e ci si aspetta che adottino "azioni progressive" per il loro adempimento.
La Dichiarazione universale dei diritti umani riconosce numerosi diritti economici, sociali e culturali e il Patto internazionale sui diritti economici, sociali e culturali (International Covenant on Economic, Social and Cultural Rights, ICESCR) è la fonte giuridica internazionale primaria dei diritti economici, sociali e culturali. La Convenzione internazionale sui diritti dell'infanzia e la Convenzione sull'eliminazione di ogni forma di discriminazione della donna riconoscono e tutelano molti dei diritti economici, sociali e culturali riconosciuti dall'ICESCR in relazione ai bambini e alle donne. La Convenzione sull'eliminazione di ogni forma di discriminazione razziale proibisce la discriminazione sulla base dell'origine razziale o etnica in relazione a numerosi diritti economici, sociali e culturali. Anche la Convenzione sui diritti delle persone con disabilità proibisce ogni discriminazione sulla base della disabilità, incluso il rifiuto dell'accomodamento ragionevole relativo al pieno godimento dei diritti economici, sociali e culturali.

## Atti internazionali e regionali per i diritti umani
I diritti economici, sociali e culturali sono riconosciuti e tutelati in numerosi atti giuridici internazionali e regionali per i diritti umani.

### Atti internazionali per i diritti umani
La Dichiarazione universale dei diritti umani (DUDU), adottata dall'Assemblea generale delle Nazioni Unite nel 1948, è una delle più importanti fonti dei diritti economici, sociali e culturali. Essa riconosce il diritto alla sicurezza sociale all'Articolo 22, il diritto al lavoro all'Articolo 23, il diritto al riposo e allo svago all'Articolo 24, il diritto a un tenore di vita adeguato all'Articolo 25, il diritto all'istruzione all'Articolo 26 e il diritto ai benefici della scienza e della cultura all'Articolo 27.
Il Patto internazionale sui diritti economici, sociali e culturali (International Covenant on Economic, Social and Cultural Rights, ICESCR) è la fonte giuridica internazionale primaria dei diritti economici, sociali e culturali. Il Patto riconosce tutela il diritto al lavoro e a condizioni lavorative giuste e favorevoli negli Articoli 6 e 7, il diritto di iscriversi ai sindacati e di intraprendere azioni collettive per il lavoro nell'Articolo 8, il diritto alla sicurezza sociale nell'Articolo 9, il diritto alla tutela della famiglia, compresa la tutela per le madri e i bambini, nell'Articolo 10, il diritto a un tenore di vita adeguato, compreso il diritto all'alimentazione e il diritto all'abitazione, nell'Articolo 11, il diritto alla salute nell'Articolo 12, il diritto all'istruzione nell'Articolo 13, come pure il diritto di partecipare alla vita culturale e il diritto ai benefici della scienza e della cultura nell'Articolo 15. Il Patto internazionale sui diritti civili e politici, adottato nello stesso periodo dell'ICESCR, riconosce e tutela una serie di fondamentali diritti economici, sociali e culturali, compreso il diritto di iscriversi ai sindacati nell'Articolo 22, e il diritto delle minoranze etniche, religiose o linguistiche di impegnarsi nella loro cultura, di praticare la loro religione e di usare la loro lingua nell'Articolo 27.
Numerosi altri importanti atti internazionali per i diritti umani contengono previsioni relativi ai diritti economici, sociali e culturali. La Convenzione sui diritti dell'infanzia riconosce e tutela molti dei diritti economici, sociali e culturali riconosciuti nell'ICESCR in relazione ai bambini. Compreso il diritto alla salute nell'Articolo 24, il diritto alla sicurezza sociale nell'Articolo 25, il diritto a un tenore di vita adeguato nell'Articolo 27, il diritto all'istruzione nell'Articolo 28, e il diritto alla tutela dallo sfruttamento economico (vedi lavoro) nell'Articolo 32. La Convenzione sull'eliminazione di ogni forma di discriminazione razziale proibisce la discriminazione sulla base dell'origine razziale o etnica in relazione a una serie di diritti economici, sociali e culturali. La Convenzione sull'eliminazione di ogni forma di discriminazione della donna afferma una gamma di diritti economici, sociali e culturali a favore delle donne. Le Convenzioni dell'Organizzazione internazionale del lavoro (OIL) tutelano una serie di diritti economici, sociali e culturali legati al lavoro.

### Atti regionali per i diritti umani
La Carta africana dei diritti dell'uomo e dei popoli tutela il diritto al lavoro nell'Articolo 15, il diritto alla salute nell'Articolo 16 e il diritto all'istruzione nell'Articolo 17. La Carta sociale europea tutela un'ampia gamma di diritti economici, sociali e culturali, compreso il diritto al lavoro, a condizioni lavorative favorevoli, il diritto a iscriversi ai sindacati e di intraprendere azioni collettive per il lavoro negli Articoli da 12 a 14, la tutela di gruppi particolarmente vulnerabili sono sanciti negli Articoli da 15 a 17 e 19 e il diritto all'abitazione nell'Articolo 31. Il Protocollo di San Salvador tutela una serie di diritti economici, sociali e culturali all'interno del sistema interamericano dei diritti umani.

## Fonti giuridiche secondarie
Esiste una serie di fonti giuridiche secondarie per i diritti economici, sociali e culturali che forniscono una guida sulla loro definizione normativa. Un'importante fonte giuridica secondaria è il Comitato per i diritti economici, sociali e culturali delle Nazioni Unite che sta vigilando sull'implementazione del Patto internazionale sui diritti economici, sociali e culturali (International Covenant on Economic, Social and Cultural Rights, ICESCR). Il Comitato è stato essenziale per sviluppare la definizione normativa dei principali diritti economici, sociali e culturali, interpretare il ruolo delle parti statali nell'ICESCR, e monitorare la tutela e la violazione dei diritti dell'ICESCR. Il Comitato emette dichiarazioni guida sotto forma di commenti generali, e anche altri organi dei trattati sui diritti possono emettere commenti relativi ai diritti economici, sociali e culturali.
Altre importanti fonti giuridiche secondarie sui diritti economici, sociali e culturali sono i Principi di Limburg sull'attuazione del Patto internazionale sui diritti economici, sociali and culturali del 1987 e le Linee guida di Maastricht sulle violazioni dei diritti economici, sociale e culturali del 1997. I Principi di Limburg sono stati usati estesamente nei sistemi giuridici nazionali come strumento interpretativo per stabilire le violazioni dei diritti economici, sociali e culturali. Le Linee Guida di Maastricht si basano sui Principi di Limburg e identificano le implicazioni giuridiche di atti e omissioni che sono violazioni di diritti economici, sociali e culturali. Vari Relatori speciali delle Nazioni Unite hanno influenzato lo sviluppo normativo dei diritti economici, sociali e culturali. Nominati dalla Commissione per i diritti umani e dalle rispettive sottocommissioni, i relatori principali includono il Relatore speciale sull'attuazione dei diritti economici, sociali e culturali, il Relatore speciale sul diritto a un'abitazione adeguata, il Relatore speciale sul diritto all'istruzione e il Relatore speciale sulla violenza contro le donne.

## Costituzioni nazionali
Molte costituzioni nazionali riconoscono i diritti economici, sociali e culturali. Ad esempio, la Costituzione del Sudafrica del 1996 include i diritti economici, sociali e culturali e la Corte costituzionale del Sudafrica ha discusso ricorsi sulla base di questi obblighi (vedi i casi Grootboom e Treatment Action Campaign). La Costituzione dell'India, che non riconosce esplicitamente i diritti economici, sociali e culturali, ha nondimeno affermato che tali diritti esistono, sebbene non espressamente citati, in quanto desumibili dal diritto alla vita.

## Responsabilità degli stati
i diritti economici, sociali e culturali consacrati in atti internazionali e regionali per i diritti umani sono giuridicamente vincolanti. Gli stati membri hanno l'obbligo giuridico di rispettare, tutelare e soddisfare quei diritti. L'esatta natura delle obbligazioni degli stati sotto questo aspetto è stata stabilita principalmente in relazione al Patto internazionale sui diritti economici, sociali e culturali (International Covenant on Economic, Social and Cultural Rights, ICESCR) e l'ulteriore Protocollo addizionale al Patto internazionale sui diritti economici, sociali e culturali è stato stabilito in accordo con la Dichiarazione e Programma di azione di Vienna.
Gli stati aderenti all'ICESCR sono tenuti ad adottare "azioni progressive" miranti al soddisfacimento dei diritti ICESR. Mentre il soddisfacimento immediato può non essere possibile a causa della situazione economica, il rinvio dell'azione proattiva non è permesso. Gli Stati aderenti devono mostrare sforzi genuini per assicurare i diritti economici, sociali e culturali consacrati nell'ICESCR. L'onere della prova delle azioni progressive si considera a carico dello stato aderenti. Si ritiene che il divieto di discriminazione in relazione ai diritti economici, sociali e culturali abbia effetto immediato. Gli stati aderenti devono abolire le leggi, le politiche e le pratiche che condizionano l'uguale godimento dei diritti economici, sociali e culturali e adottare azioni per prevenire la discriminazione nella vita pubblica. Tutti gli stati aderenti, indipendentemente dalla situazione economica del paese o dalla scarsità di risorse, sono tenuti ad assicurare il rispetto dei diritti minimi di sussistenza per tutti. Gli stati aderenti devono inoltre assicurare che si acceda alle risorse disponibili e che esse siano usate in modo equo. Perciò le decisioni dei governi su come allocare le risorse dovrebbero essere soggette a un esame minuzioso. Le misure legislative da sole non sono sufficienti ad assicurare il rispetto dell'ICESCR e ci si aspetta che gli stati aderenti prevedano rimedi giudiziari oltre ad adottare misure amministrative, finanziarie, educative e sociali.

## Cornice per il monitoraggio, l'applicazione e l'attuazione
Le organizzazioni intergovernative e non governative (ONG) hanno spesso dedicato minore attenzione ai diritti economici, sociali e culturali rispetto a quelli umani. Mentre si dice che tutti i diritti umani sono "uguali, indivisibili, interrelati e interdipendenti", la cornice per il monitoraggio, l'applicazione e l'attuazione dei diritti economici, sociali e culturali è meno avanzata di quella per i diritti civili e politici. I meccanismi internazionali di applicazione sono più forti per i diritti civili e politici, e la loro violazione è considerata più seria di quella dei diritti economici, sociali e culturali. Ci sono poche ONG che si concentrano sui diritti economici, sociali e culturali e ci sono pochi avvocati che hanno la conoscenza o l'esperienza per difendere gli stessi diritti a livello nazionale o internazionale. I diritti economici, sociali e culturali hanno minori probabilità dei diritti civili e politici di essere tutelati nelle costituzioni nazionali.

## Sostegno
Gruppi organizzati in rete come ESCR-Net stanno lavorando per creare risorse in linea e per diffondere informazioni su casi effettivi, iniziative e gruppi di lavoro che promuovono gli ideali e celebrano le vittorie delle iniziative sui diritti umani e il Protocollo addizionale al Patto internazionale sui diritti economici, sociali e culturali. Attualmente, i gruppi di sostegno dei diritti umani stanno lavorando diligentemente per perfezionare le norme, le regolamentazioni e gli schemi di attuazione; sono disponibili poche notizie di successi o fallimenti dei reclami. Il Centro per i diritti e gli sfratti abitativi (Centre on Housing Rights and Evictions, COHRE) ha contribuito a istituire il Direttorato per l'abitazione e la proprietà (Housing and Property Directorate HPD/HPCC) in Kosovo.

## Teoria dei diritti
Secondo la teoria delle tre generazioni dei diritti umani di Karel Vašák, i diritti economici, sociali e culturali sono considerati diritti di seconda generazione, mentre i diritti civili e politici, come la libertà di parola, il diritto a un giusto processo e il diritto di voto, sono considerati diritti di prima generazione. La teoria dei diritti negativi e positivi considera i diritti economici, sociali e culturali diritti positivi.

## Critiche
Nel suo lavoro The Virtue of Selfishness, Ayn Rand scrive:

Non esiste il "diritto a un lavoro"; esiste solo il diritto al libero scambio, cioè il diritto di qualcuno di accettare un lavoro se qualcun altro sceglie di assumerlo. Non esiste alcun "diritto a una casa", soltanto il diritto del libero scambio: il diritto di costruire una casa o di comprarla. Non esistono "diritti a un 'giusto' salario o a un 'giusto' prezzo" se nessuno sceglie di offrire tale salario, di assumere qualcuno o di comprare il suo prodotto. Non esistono "diritti dei consumatori" al latte, alle scarpe, ai film o allo champagne se nessun produttore sceglie di fabbricare tali merci; esiste solo il diritto a fabbricarle da soli. Non esistono "diritti" di gruppi speciali, non esistono "diritti degli agricoltori, dei lavoratori, degli uomini d'affari, dei dipendenti, dei datori di lavoro, dei vecchi, dei giovani, dei non nati". Ci sono solo i Diritti dell'Uomo; diritti posseduti da ciascuno individualmente e da tutti gli uomini come individui. [...] Se alcuni sono autorizzati dal diritto ad appropriarsi dei prodotti del lavoro di altri, significa che questi altri sono privati dei diritti e condannati ad un lavoro schiavistico. Qualsiasi presunto "diritto" di qualcuno che necessiti la violazione dei diritti di qualcun altro non è, e non può essere, un diritto. Il fine non giustifica i mezzi. I diritti di uno non possono essere assicurati dalla violazione dei diritti di altri. Nessuno può avere il diritto di imporre a un altro un obbligo non scelto, un dovere non ricompensato o una servitù involontaria. Non può esistere il "diritto di schiavizzare".